# Domaine de Villèle
Pour les articles homonymes, voir Villèle.
Le domaine de Villèle, initialement habitation Desbassayns, est une ancienne habitation agricole coloniale de l'île de La Réunion, département d'outre-mer français, dans le sud-ouest de l'océan Indien. Situé dans le quartier de Villèle, sur le territoire de la commune de Saint-Paul, le domaine est inscrit en totalité au titre des Monuments historiques le 16 juin 1997,, puis classé en décembre 2019. Autrefois propriété de la famille Panon Desbassayns de Richemont, le domaine abrite actuellement le musée historique de Villèle, dont la visite se combine généralement avec celle de la chapelle Pointue voisine, également protégée par les Monuments historiques.

## Histoire

### L'habitation agricole coloniale de 1770
L'histoire de la plantation ("habitation" est le terme utilisé dans le contexte coloniale français) commence en 1770, quand l'officier créole blanc Henri-Paulin Panon Desbassayns, de retour dans son île natale après ses campagnes militaires, se marie avec la riche héritière locale Marie Anne Thérèse Ombline Gonneau. Les nombreux terrains dont chacun a hérité, forment un ensemble d'une superficie de 190 hectares, répartis sur différents sites à Saint-Paul, Saint-Leu, Saint-Gilles et à la Grande Ravine. Le couple possède alors 80 esclaves, pour lesquels s'applique un Code noir spécifique à l'île Bourbon à partir de 1723.
Leurs propriétés s'agrandissent encore avec en 1772 l’héritage du père d’Henri-Paulin (96 ha à Trois-Bassins), puis avec l’achat en 1776 d’un terrain au Bernica (49 ha). Par la suite, la répartition géographique se rationalise par voie d’échanges et plusieurs adjudications, souvent subies par les propriétaires moins puissants.

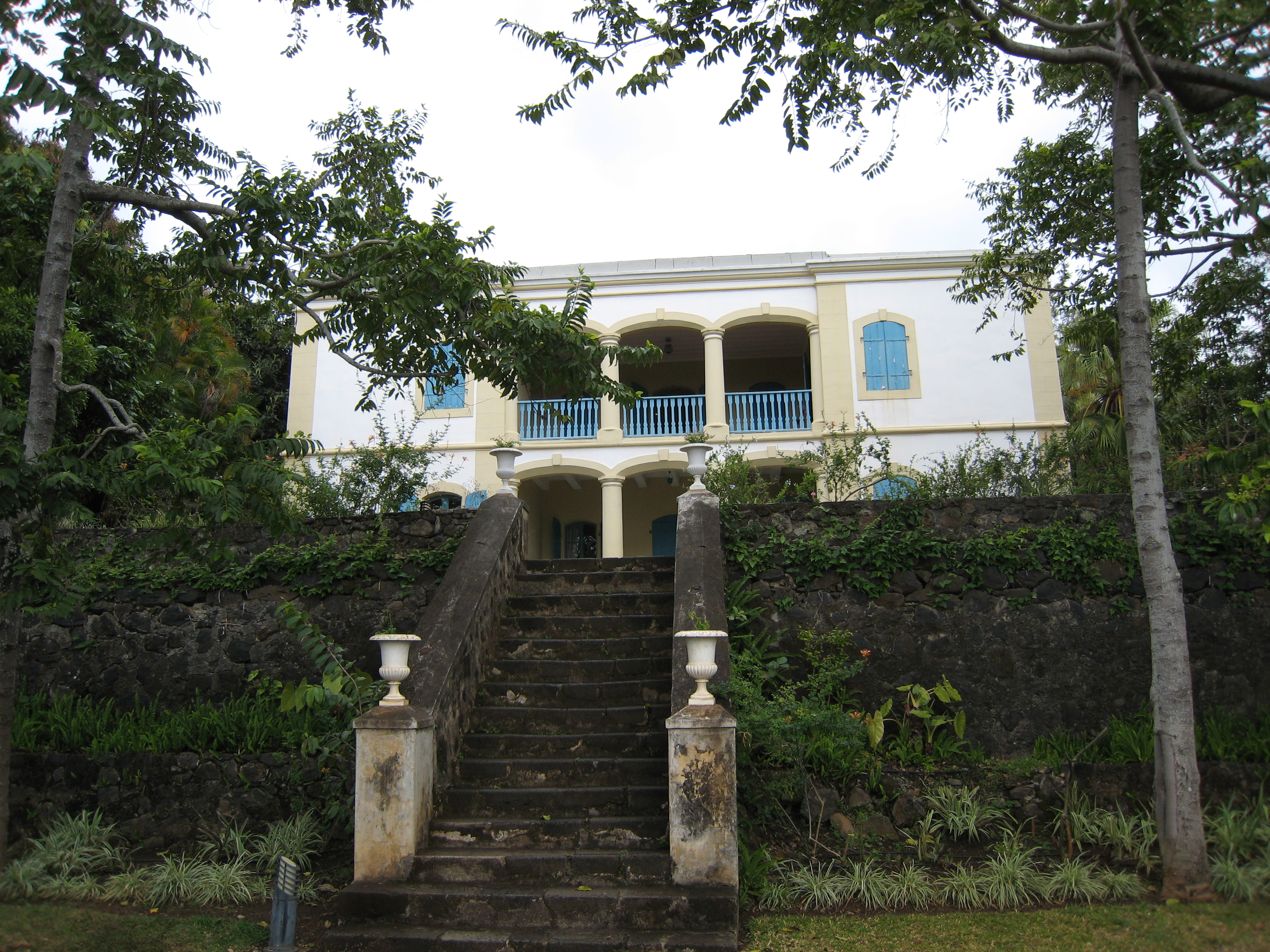
La maison des maîtres construite en 1788.

Afin de marquer sa réussite et sa fortune, Panon Desbassayns fait construire pour sa famille en 1788 la maison principale de l'habitation. Comme pour d'autres maisons qu'il a fait construire par des ouvriers venant de la côte de Malabar (maison Grand Cour à Saint-Paul, maison blanche au Guillaume), son architecture s'inspire de celle du Palais du Gouvernement (Raj Niwas) de Pondichéry, où Desbassayns avait été en fonction comme officier.
En 1789, le recensement chiffre le domaine à 420 ha. L'habitation compte alors 348 esclaves. Le recensement montre aussi que Panon Desbassayns est l’habitant le plus imposé, suivi de son beau-père Julien Gonneau-Montbrun.
Avec la Révolution française, l'esclavage est aboli une première fois par la Convention montagnarde en 1794. Toutefois, cette abolition est rejetée par les notables de l'île Bourbon, dont Panon Desbassayns. La famille procède malgré tout à quelques affranchissements (2 en 1783, 12 en 1807), afin de stabiliser la plantation et éviter le marronnage.
En 1797, trois ans avant le décès d'Henri-Paulin, la propriété Desbassayns porte sur environ 750 ha, où travaillent 417 esclaves, ce qui en fait la plus vaste de l’île.

### Modernisation de l'exploitation au début du XIXe siècle

#### Interdiction de la traite négrière sous Louis XVIII
En 1817, la traite négrière est officiellement abolie (mais pas encore l'esclavage). Si cette interdiction est souvent contournée, elle rend la situation économique des habitations agricoles plus complexe, notamment en raison des difficultés d'approvisionnement en main d’œuvre servile. Les propriétaires veillent alors à préserver le capital humain, et favorisent les naissances dans la plantation.

#### Industrialisation de la plantation

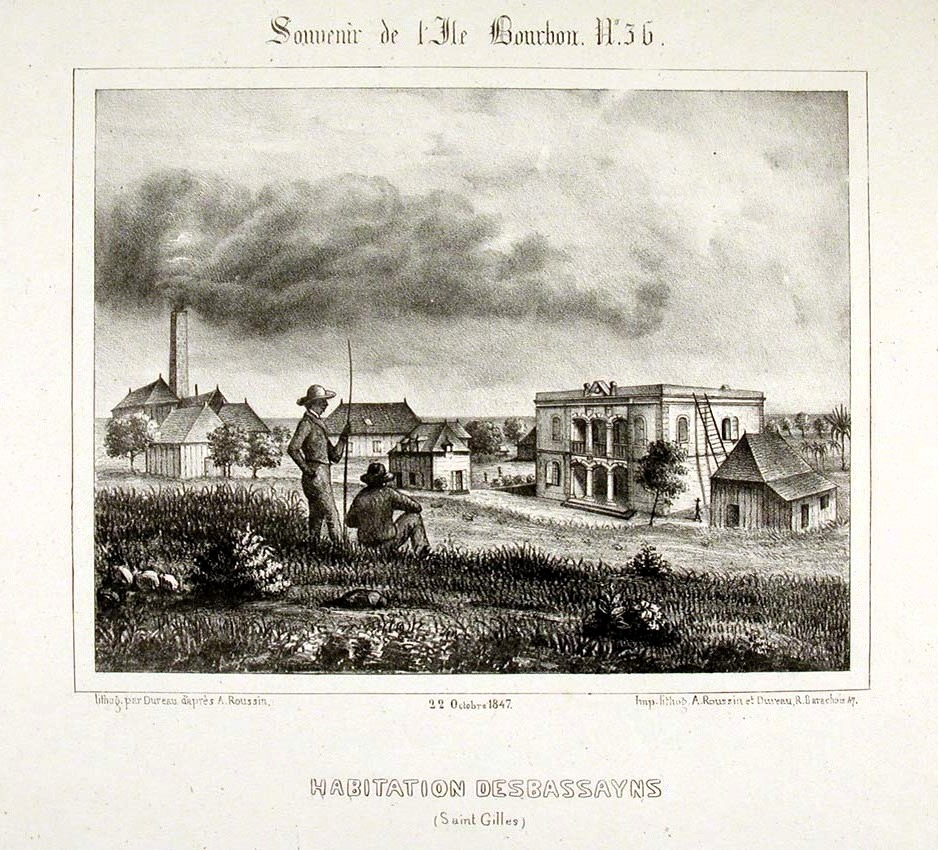
L'habitation en 1847, d'après Antoine Louis Roussin.

Au début du XIXe siècle, la production bourbonnaise de la canne à sucre est soumise à la concurrence du sucre de betterave, et à une taxation pénalisante. Pour y faire face, la riche propriétaire Madame Desbassayns choisit de moderniser son exploitation et fait édifier une usine sucrière en 1822. À partir de cette année, alors âgée de plus de 65 ans, elle laisse la main à son fils Charles-André, qui devient l’administrateur de biens de l’habitation. Dotée d'un moulin à vapeur pour le broyage de la canne, le domaine de Villèle possède à son époque l'usine la plus moderne de l'ouest, ce qui lui permet de produire du sucre et de l'exporter.
Afin d'alimenter en eau leur usine, les Desbassayns, possédant une concession au Bassin Bleu, dans la ravine de Saint-Gilles, font établir une pompe par une roue hydraulique. Celle-ci est placée sur un massif de maçonnerie, construit dans la ravine, en contrebas de l'usine.
En 1829, l'exploitation compte 462 esclaves.
Afin d'optimiser le rendement des usines sucrières de l'île, le conseil général de La Réunion fait venir de métropole en 1830, l'ingénieur Joseph Martial Wetzell. Celui-ci invite les communes à se choisir une « usine modèle » à moderniser. En mars 1831, le conseil municipal de Saint-Paul sélectionne l'habitation Desbassayns comme usine modèle sucrière, pour des critères économiques et une situation géographique favorable : au milieu de la zone sucrière de l'ouest, avec une accessibilité directe par la route. Wetzell commence alors des travaux de refonte de l'usine.

#### Révoltes d'esclaves et stratégie d'évangélisation
L’ouest de l’île va connaître deux révoltes d'esclaves : en 1809 à Saint-Paul, écrasée par les Anglais, et une autre en 1811 à Saint-Leu, également stoppée de manière sanglante.

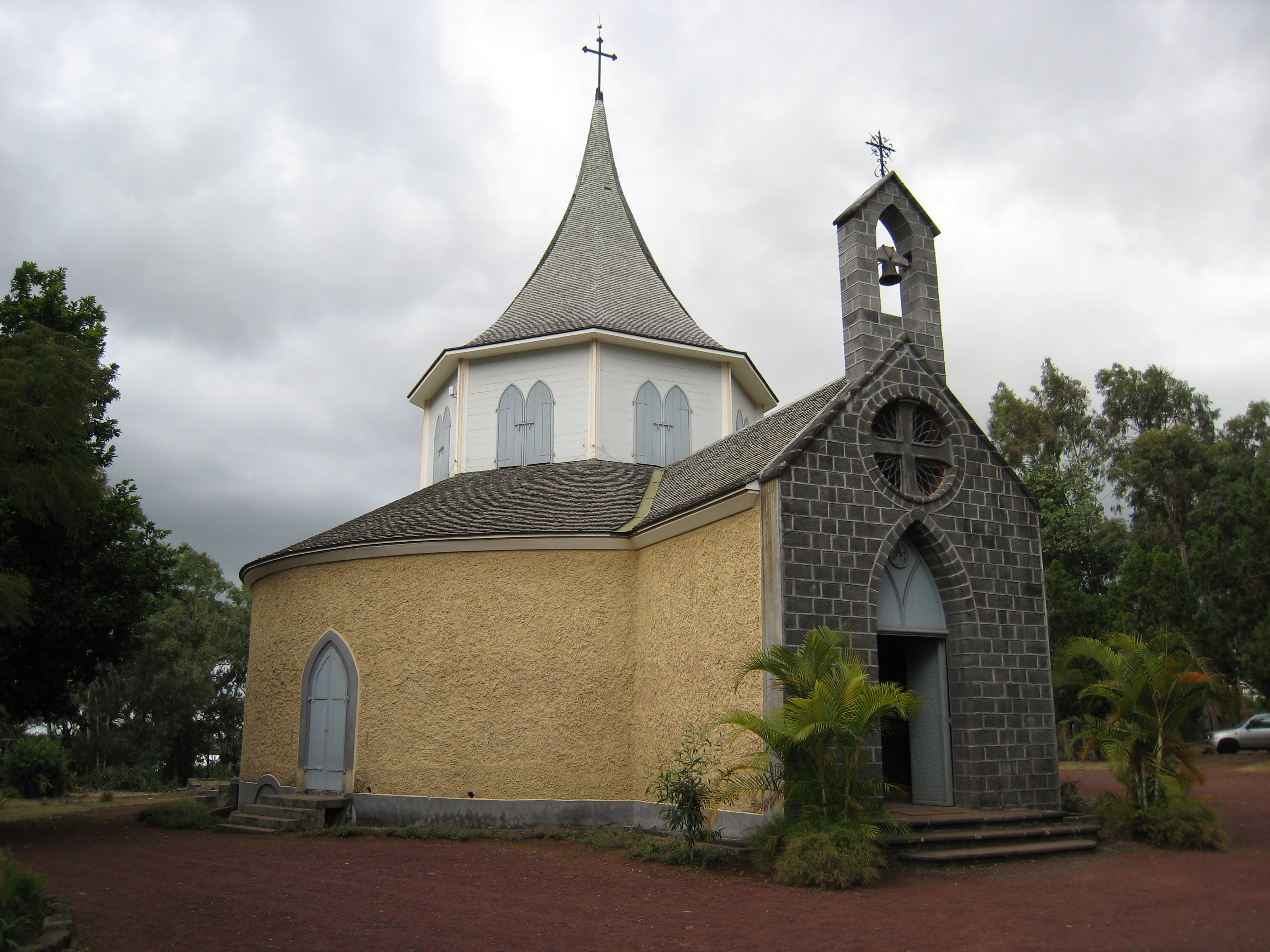
La chapelle Pointue, inaugurée en 1843.

La peur engendrée par ces révoltes chez les colons blancs, pousse Madame Desbassayns à accélérer l'évangélisation de ses esclaves. Cette incitation à se convertir au christianisme répond à une véritable stratégie, comme en témoigne l'Abbé Macquet en visite dans l'habitation en 1840 : « Dans l’habitation que nous venons de visiter, la famille chrétienne y est dans toute sa ferveur. Quel consolant spectacle offrirait la colonie si tous les colons faisaient évangéliser leurs esclaves… ici l’on ne redouterait pas l’émancipation… ». Entre 1841 et 1843, elle fait construire une chapelle sur le domaine pour les esclaves : la chapelle Pointue.
Madame Desbassayns meurt en 1846, à l'âge de 90 ans. Elle possédait encore 401 esclaves l'année précédente. Dans son testament définitif, elle annule l'affranchissement des 12 esclaves qu'elle avait décidé en 1807. Les raisons de ce revirement ne sont pas connus, en revanche on connaît le positionnement très conservateur de ses deux fils Charles et Joseph, et de son gendre Joseph de Villèle, à l'Assemblée coloniale de l'île. Finalement, la chapelle du domaine est la seule chose que Madame Desbassayns lègue à ses esclaves.

#### Bastion conservateur
Les relations politiques et matrimoniales permettent à la famille Desbassayns d'influencer les débats et la trajectoire de l'île vers un conservatisme politique et social. L’habitation Desbassayns accueille fréquemment les administrateurs et gouverneurs de l'île, de même que les voyageurs (Auguste Billiard), les explorateurs (Lieutenant Frappaz), les savants (Wetzell), ou encore les hommes de lettres ou d’église (Abbé Macquet) en visite dans l’île.
Charles Desbassayns et Joseph de Villèle, respectivement fils et gendre de Madame Desbassayns, se font élire sur des listes conservatrices. Royalistes légitimistes convaincus, ce sont des partisans de l’ordre et du système esclavagiste en place. L'influence du clan familial est particulièrement importante pendant la Restauration de la monarchie, sous Louis XVIII et Charles X.

### Abolition de l'esclavage en 1848

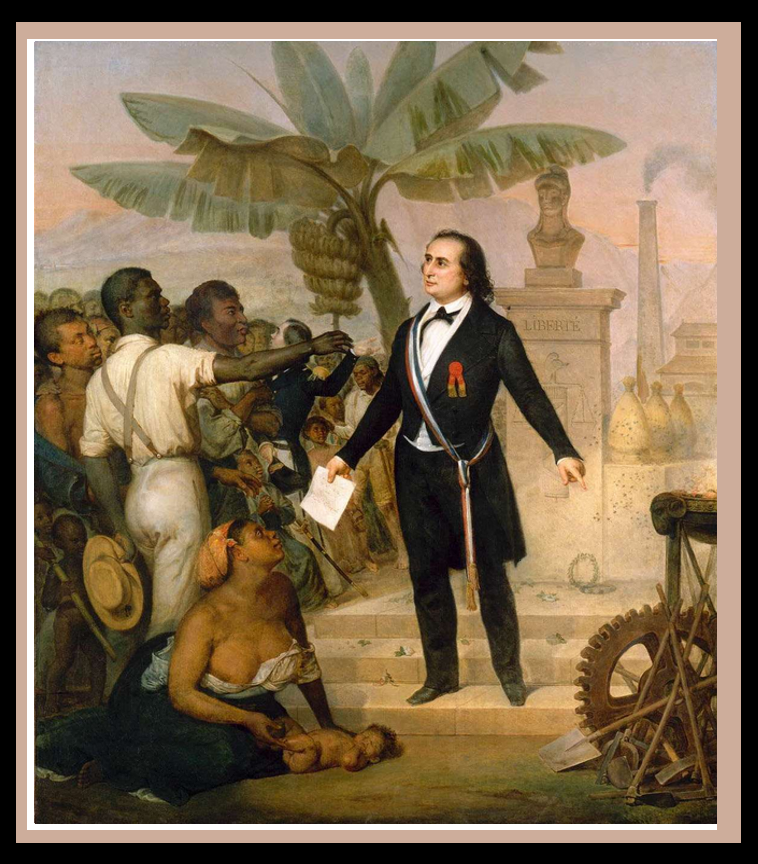
Publication par Sarda Garriga le 20 octobre 1848 du décret d'abolition de l'esclavage à La Réunion.

Sous la Deuxième République, un décret abolit définitivement l'esclavage en 1848. Il s'accompagne toutefois de l'indemnisation des propriétaires esclavagistes. En 1845, lors du dernier recensement précédant l'abolition, la plantation compte encore 417 esclaves, dont 8 « esclaves de case » (domestiques au service des maîtres et de leurs enfants), 35 « gardiens » (surveillants de l'habitation et du bétail) et 297 « noirs de pioche » (travailleurs agricoles). Concernant les « castes », classement ethnique du système esclavagiste, la plus importante est celle des créoles (nés dans la colonie), suivie par celle des Malgaches, puis des Mozambiques (Cafres), et enfin des Indiens ou Malais. Leur espérance de vie au domaine Desbassayns est alors de 49 ans pour les hommes, et de 56 ans pour les femmes. Pour les travailleurs agricoles, elle est plus basse encore : 34 ans pour les hommes, 42 ans pour les femmes. 
Face à l'affranchissement général des esclaves, les planteurs se tournent vers le système de l'engagisme pour s'approvisionner en travailleurs agricoles, originaires principalement d'Inde (Malbars), et dans une moindre mesure de l’Afrique et de Madagascar. 

### Déclin du domaine à partir de la fin du XIXe

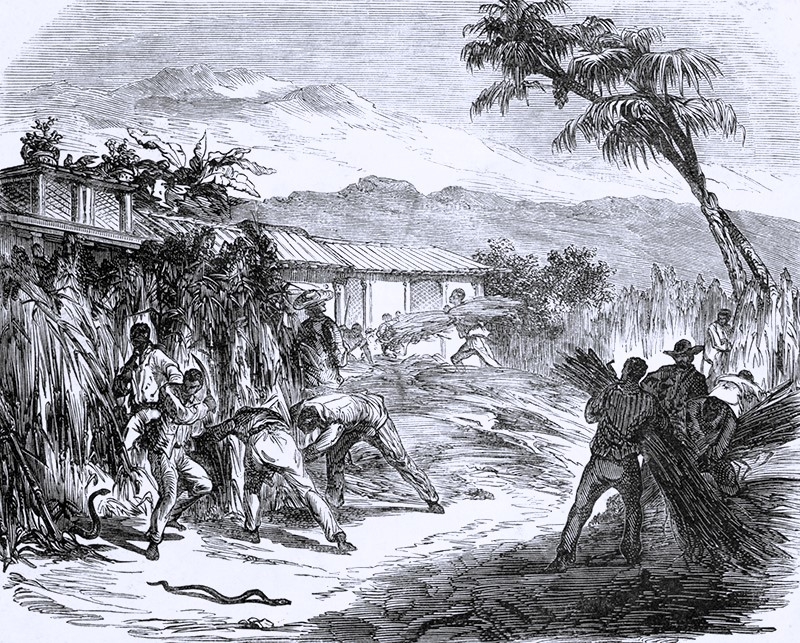
Des coupeurs de cannes à La Réunion dans la seconde moitié du XIXe siècle.

Après la mort de la veuve Desbassayns en 1846, le domaine change plusieurs fois de propriétaires parmi ses enfants, jusqu'à arriver dans les mains de la famille de Villèle, par le mariage de Céline, l’une de ses petites filles Desbassayns, avec son cousin Frédéric de Villèle, neveu de Joseph de Villèle. C'est à partir de ce moment que le domaine prend le nom de Villèle.
Puis, face à la crise qui affecte l’économie sucrière à la fin du XIXe siècle et au début du XXe siècle, les héritiers de la famille Villèle se regroupent en 1927 au sein d’une société anonyme, et adopte le colonat partiaire comme mode de gestion.
L'usine arrête son activité en 1908, au profit de celle voisine de L'Éperon.
En 1960, la propriété est cédée au Crédit Foncier Colonial, tandis que les derniers descendants gardent la jouissance de la maison familiale. En 1973, ces derniers quittent La Réunion pour la Métropole.

### Mise en valeur du patrimoine à la fin du XXe siècle

#### Création du musée historique de Villèle en 1974
En 1973, afin de sauvegarder les témoignages architecturaux d’une propriété coloniale, le Crédit Foncier Colonial cède une partie du domaine au conseil général de La Réunion. Le musée historique de Villèle y est créé en 1974, et inauguré en 1976.
Dans l'ancien hôpital des esclaves, un mémorial est inauguré en 1996 pour honorer les esclaves de la plantation, cafres, malgaches, indiens et créoles.

#### Monuments historiques
Le domaine est inscrit en totalité au titre des Monuments historiques le 16 juin 1997,, puis classé en décembre 2019.

## Éléments du domaine
L'habitation agricole comprend plusieurs bâtiments et espaces.

### La maison des maîtres
La demeure des maîtres de l'habitation a été construite en 1788. Henri Paulin Panon Desbassayns, mari de Madame Desbassayns, voulait une maison « convenable » qui protège sa nombreuse famille des risques d'incendies ainsi que des vents cycloniques auxquels les édifices en bois offraient souvent peu de résistance. C'est ce qui explique la présence d'un étage, le grand nombre de pièces et les 82 cm d'épaisseur de certains murs.

La demeure est dite de type « malabar » par son style (terme qui trouve son origine en Inde), mais également par sa technique constructive (varangues superposées soutenues par 4 colonnes et toit-terrasse (en argamasse). Elle a été construite avec l'aide de trois ouvriers indiens venus de la côte de Malabar. Elle est la copie conforme de la Maison Grand Cour, également commanditée par Desbassayns et construite dix ans plus tôt, sur la Chaussée Royale à Saint-Paul, actuellement connue comme l'école franco-chinoise. Cette dernière s'inspire de celle du gouverneur de Pondichéry, comptoir français où Panon Desbassayns a officié pendant plusieurs années. 

Architecture extérieure
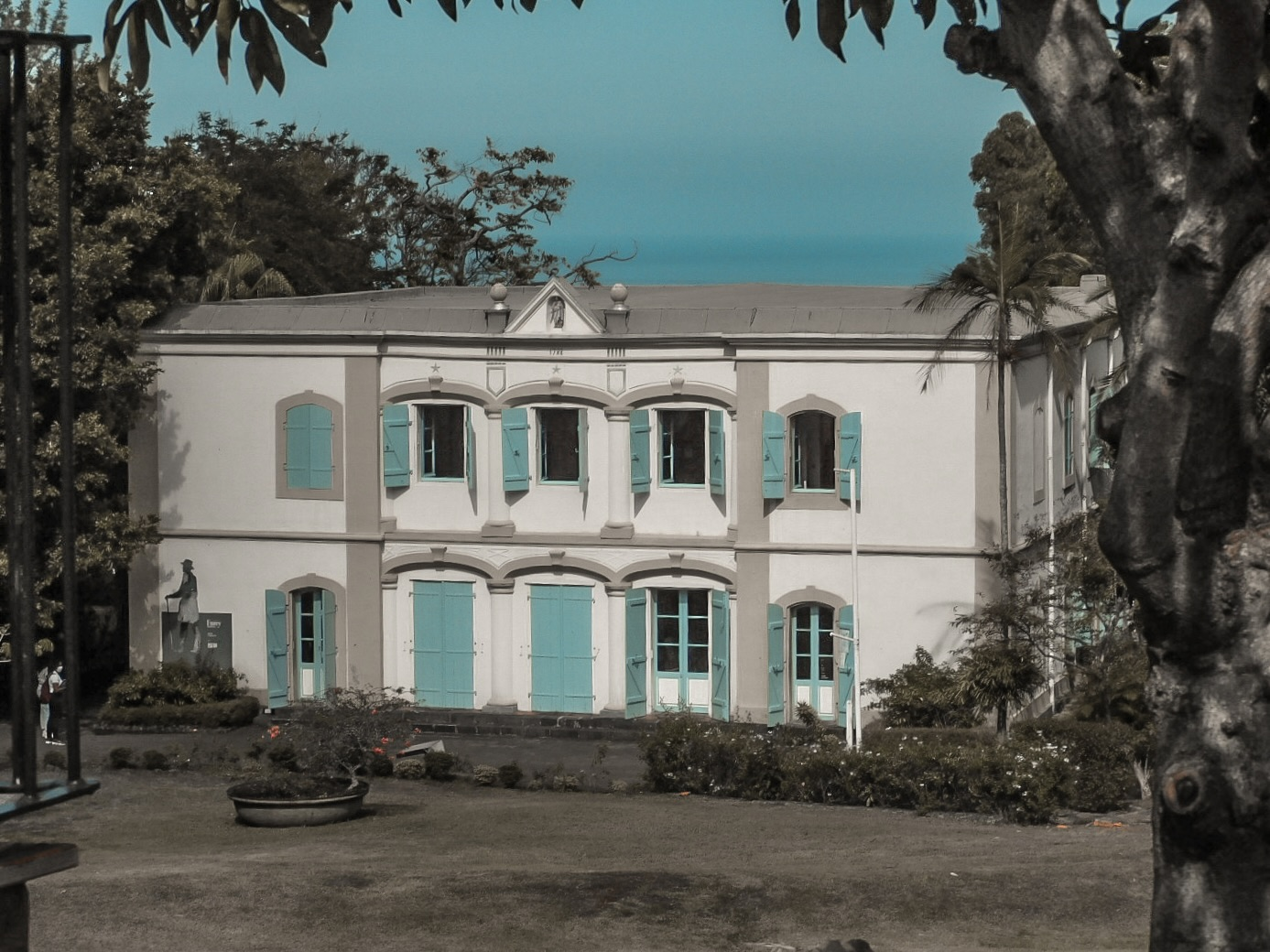
Façade est de la maison des maîtres.
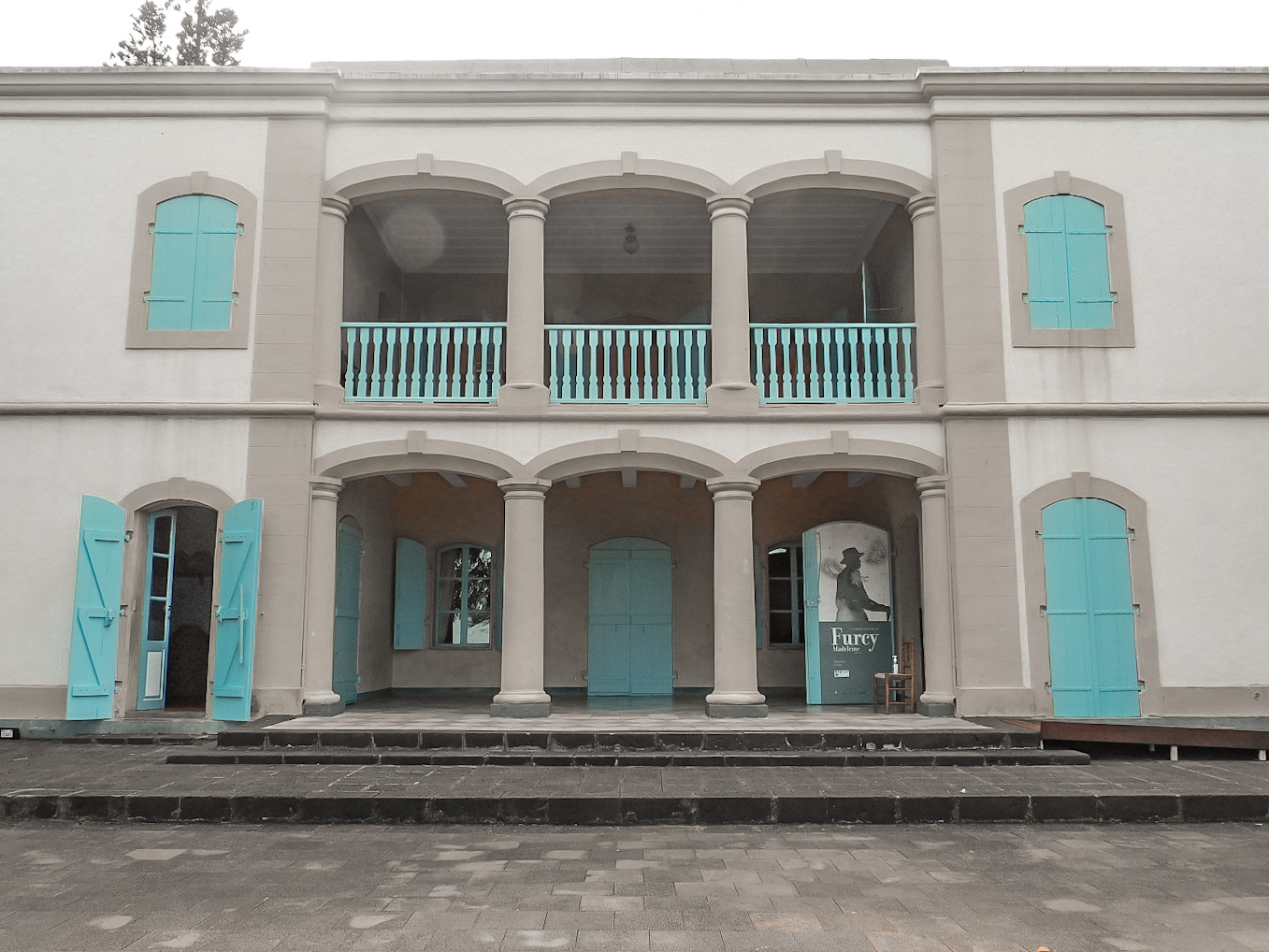
Façade ouest avec les Varangues superposées.

Intérieur de la maison des maîtres
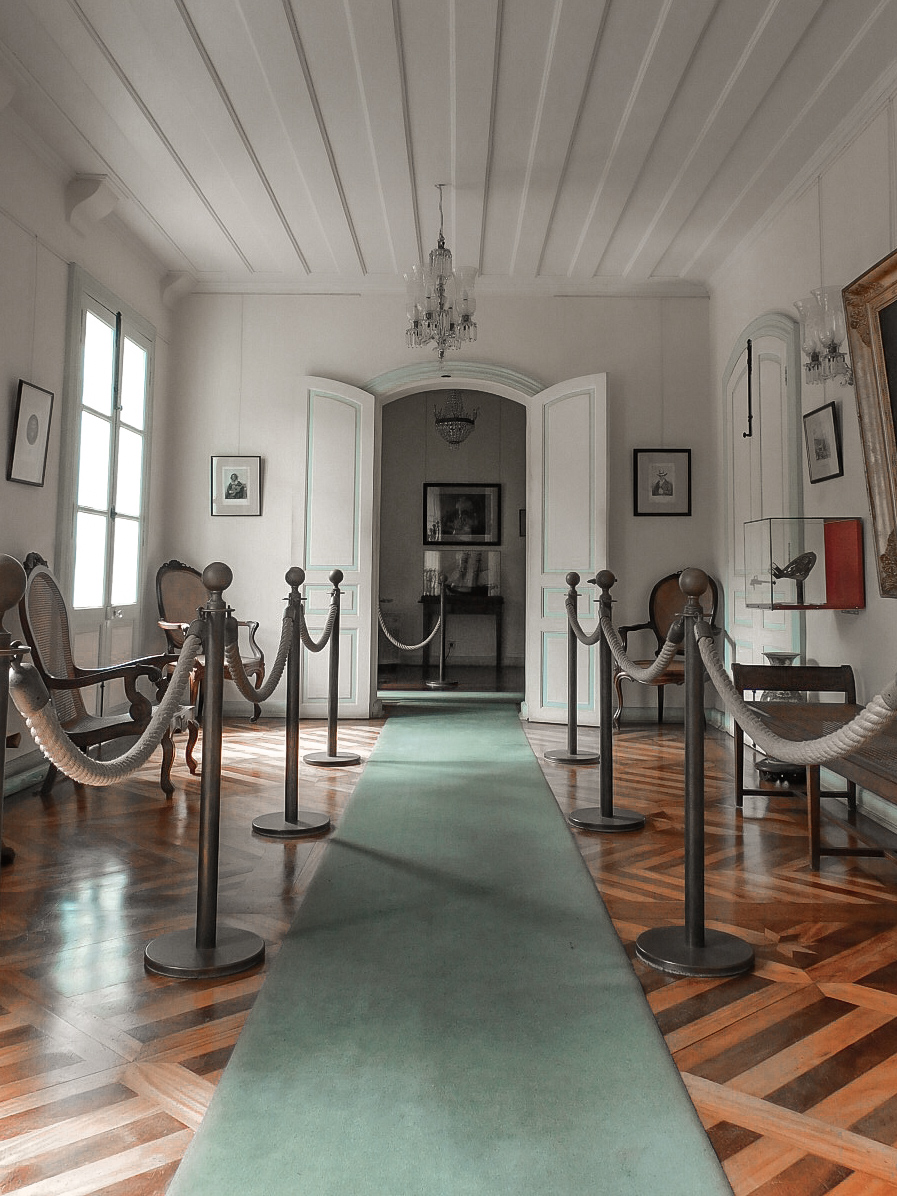
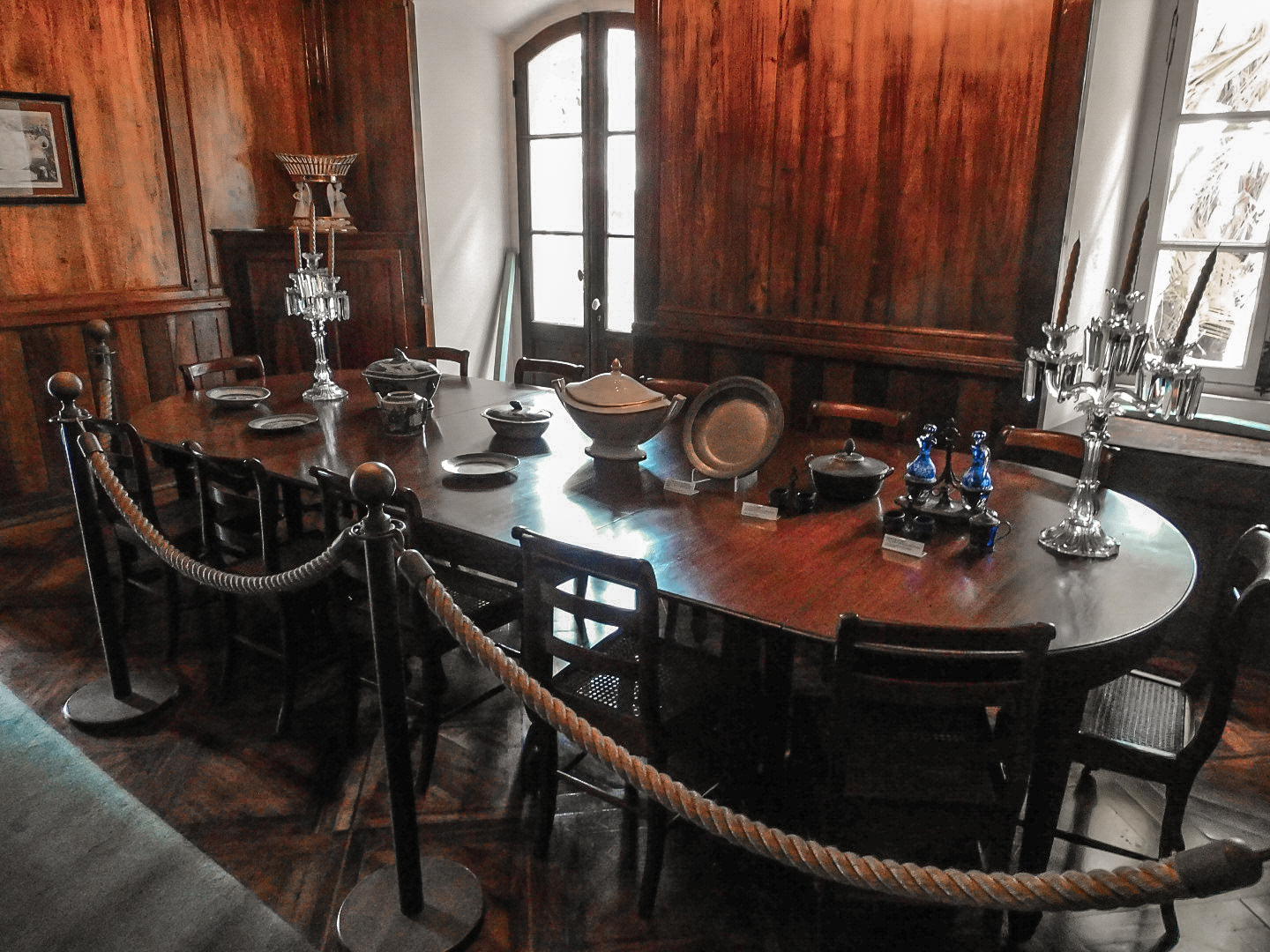

### La cuisine
La cuisine constitue un bâtiment séparé de la demeure principale. Cet usage fréquent à La Réunion s'explique par le besoin de minimiser les risques d’incendie et d'éviter l’inconfort des fumées produites par le feu de bois.

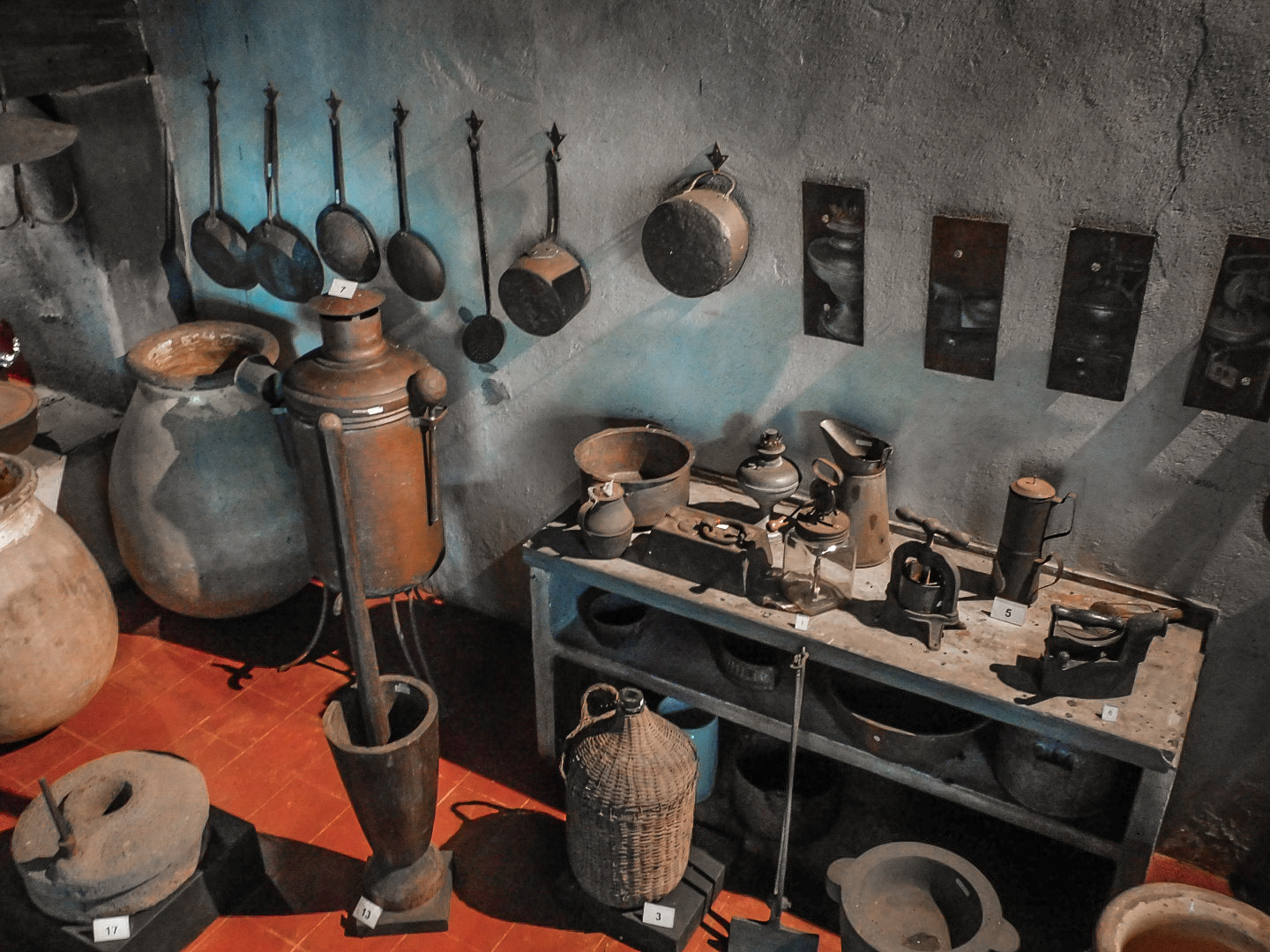

### L'hôpital des esclaves
Dans le domaine, il y avait un hôpital aménagé pour les esclaves selon l'obligation en vigueur de construction d'une telle structure en fonction du nombre d'esclaves. En effet, depuis l'ordonnance royale du 15 octobre 1786, toute habitation de plus de vingt esclaves devait posséder une case servant d’hôpital. Il s'agit d'un bâtiment en pierre de taille modeste, qui comporte trois petites salles aveugles au rez-de-chaussée dont deux qui communiquent entre elles et deux espaces à l’étage sous le toit à deux pans.
Cet abri, au XIXe siècle, permettait de lutter contre le développement des maladies. Même s'ils étaient malades, les esclaves devaient réaliser des travaux, notamment la fabrication des sacs en toile de jute pour le transport du sucre.
Dans le testament de Madame Desbassayns, la valeur de Véronique, l'esclave infirmière de l'hôpital âgée de 71 ans, est estimée à 500 francs (valeur légèrement supérieure au prix de deux bœufs de Madagascar avec leurs charrettes).

Dans l'une des pièces, depuis 1996, un mémorial est installé pour les esclaves de la propriété. Y figurent au sol, inscrits sur des plaques de basalte, les noms, âges, origines ethniques et fonctions des esclaves de la propriété. Il se visite lors du circuit proposé.

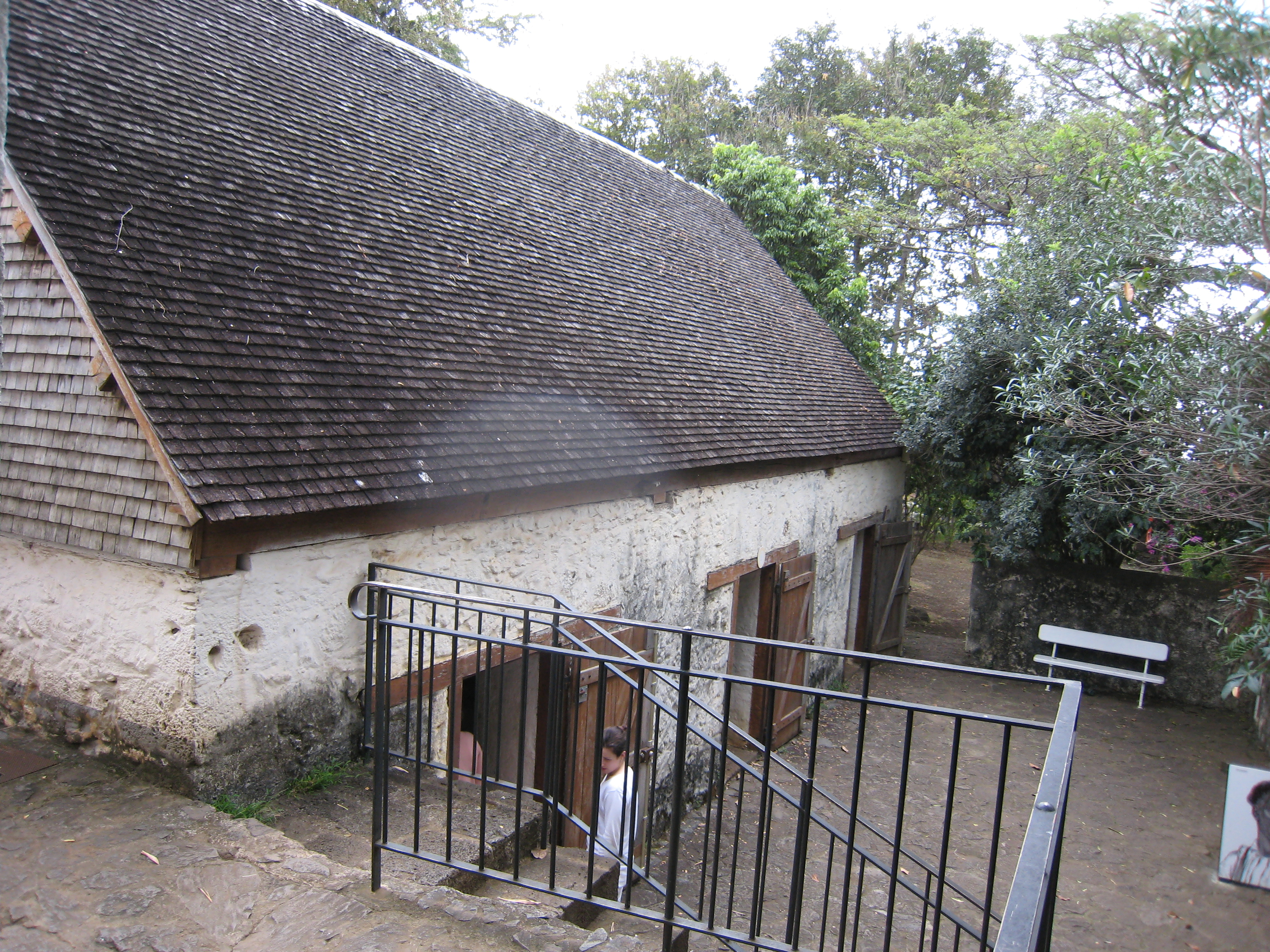
L'hôpital des esclaves, lieu d'exposition et mémorial.

### L'usine sucrière
Près du parc se trouvent les ruines de l'usine à sucre qui a fonctionné de 1822 à 1908. Elle a été optimisée en 1832 par l'ingénieur Joseph Martial Wetzell.

Elle arrête son activité en 1908, au profit de l'usine sucrière de L'Éperon. En 1932, un cyclone l'a partiellement détruite.

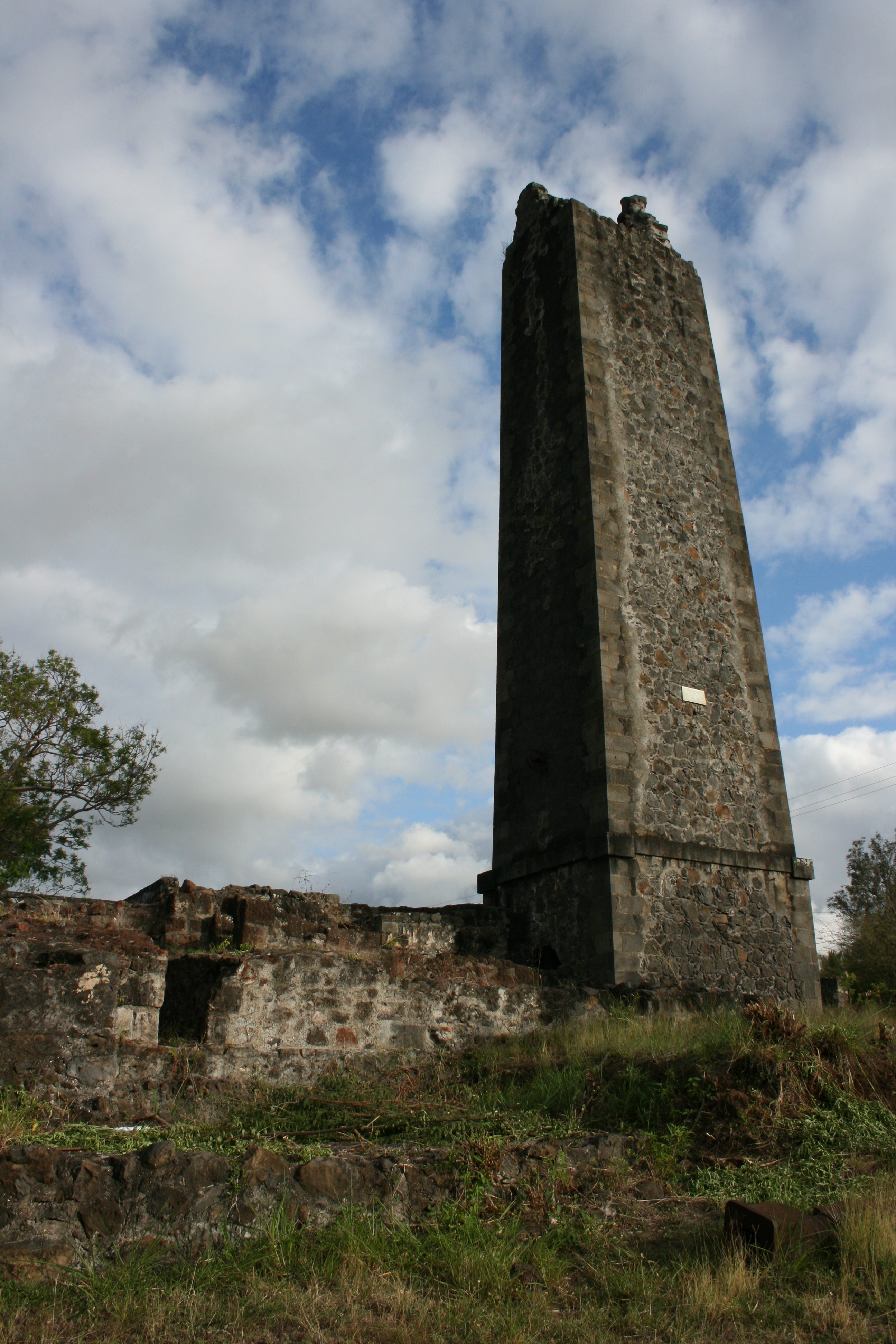
Vue d'une cheminée d'usine en ruines sur le domaine de Villèle.
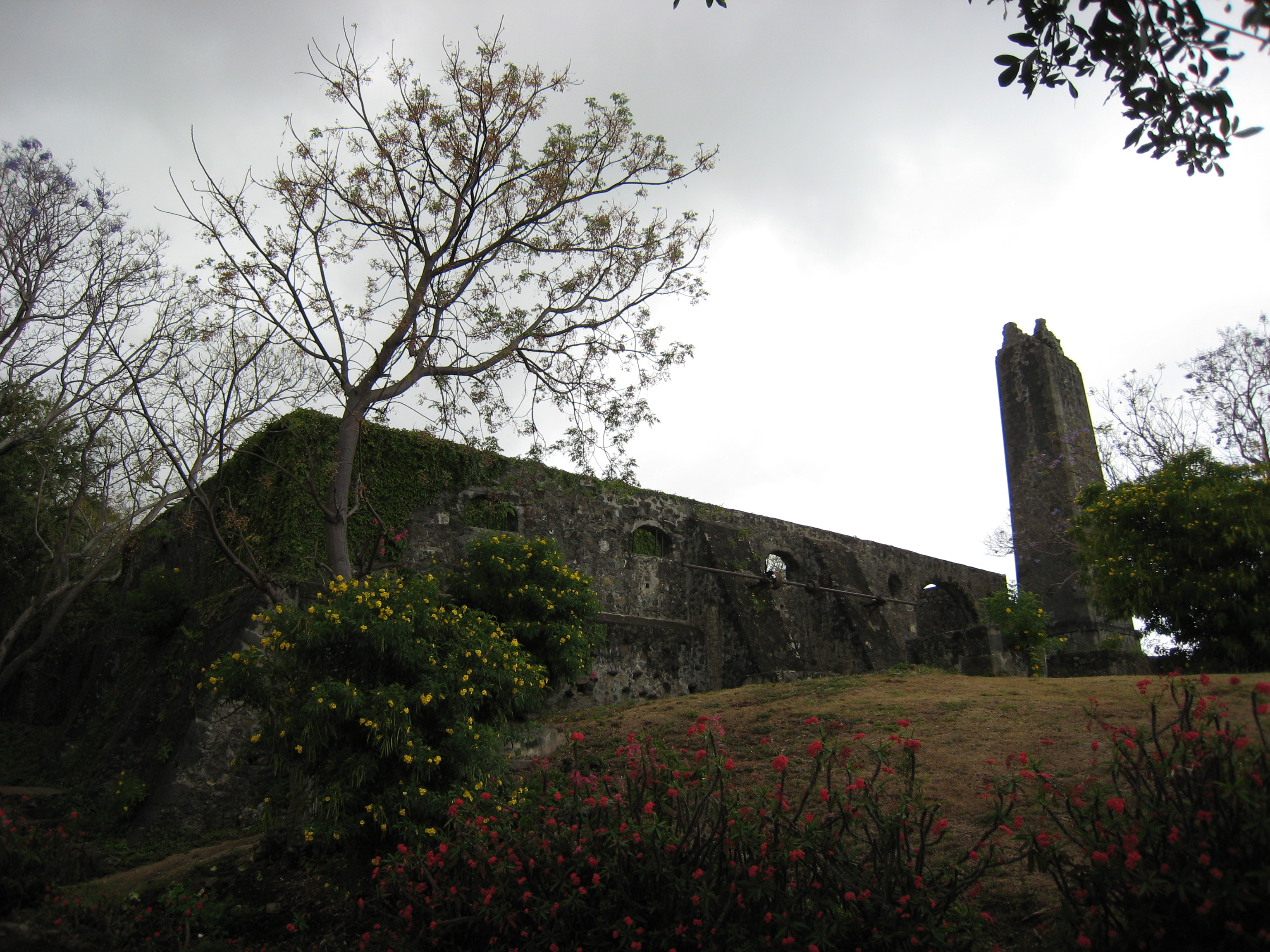
Ruines de l'usine sucrière.

### La chapelle Pointue
La chapelle Pointue fait également partie du domaine, qu'elle domine à l'est. Elle a été construite peu de temps avant la mort de Madame Desbassayns, entre 1841 et 1843. Celle-ci crée, par donation testamentaire, une fondation en faveur de la chapelle de Saint-Gilles « pour les esclaves et les pauvres habitants des habitants environs ». Son but est de favoriser l'évangélisation des esclaves, afin de se préserver des révoltes. Elle est dédiée à la Vierge et à Sainte Ombeline, patronne de sa commanditaire.
Elle est en forme de rotonde et présente une toiture librement inspirée des pagodes chinoises. Au pied de l'autel en marbre blanc de Carrare se trouve la tombe de Madame Desbassayns. Elle a été transférée depuis le cimetière marin de Saint-Paul en 1866, 20 ans après sa mort.
Entre 1883 et 1885, un résident jésuite de l'habitation réalise un décor intérieur constitué d’arcatures en bois et de peintures murales néo-gothiques. 
Pour son importance dans l’histoire de l’esclavage à La Réunion, et pour son intérêt architectural et esthétique, la chapelle est classée au titre des monuments historiques en 1970.

En 2018, à l'occasion du 170e anniversaire de l'abolition de l'esclavage de 1848, la sculpture Trois frères,œuvre de l'artiste Sandrine Plante-Rougeol, est installée au cœur de la chapelle.

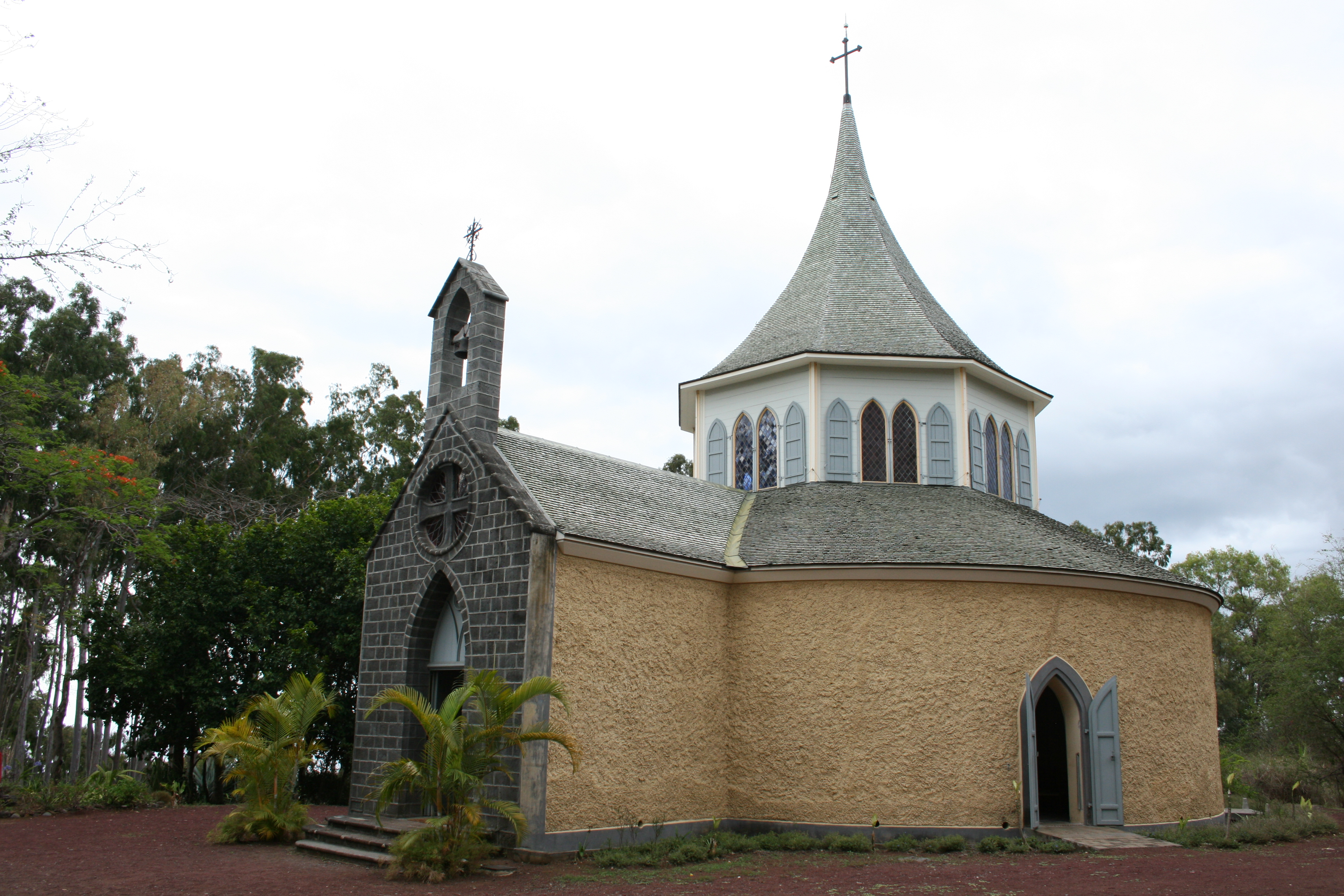
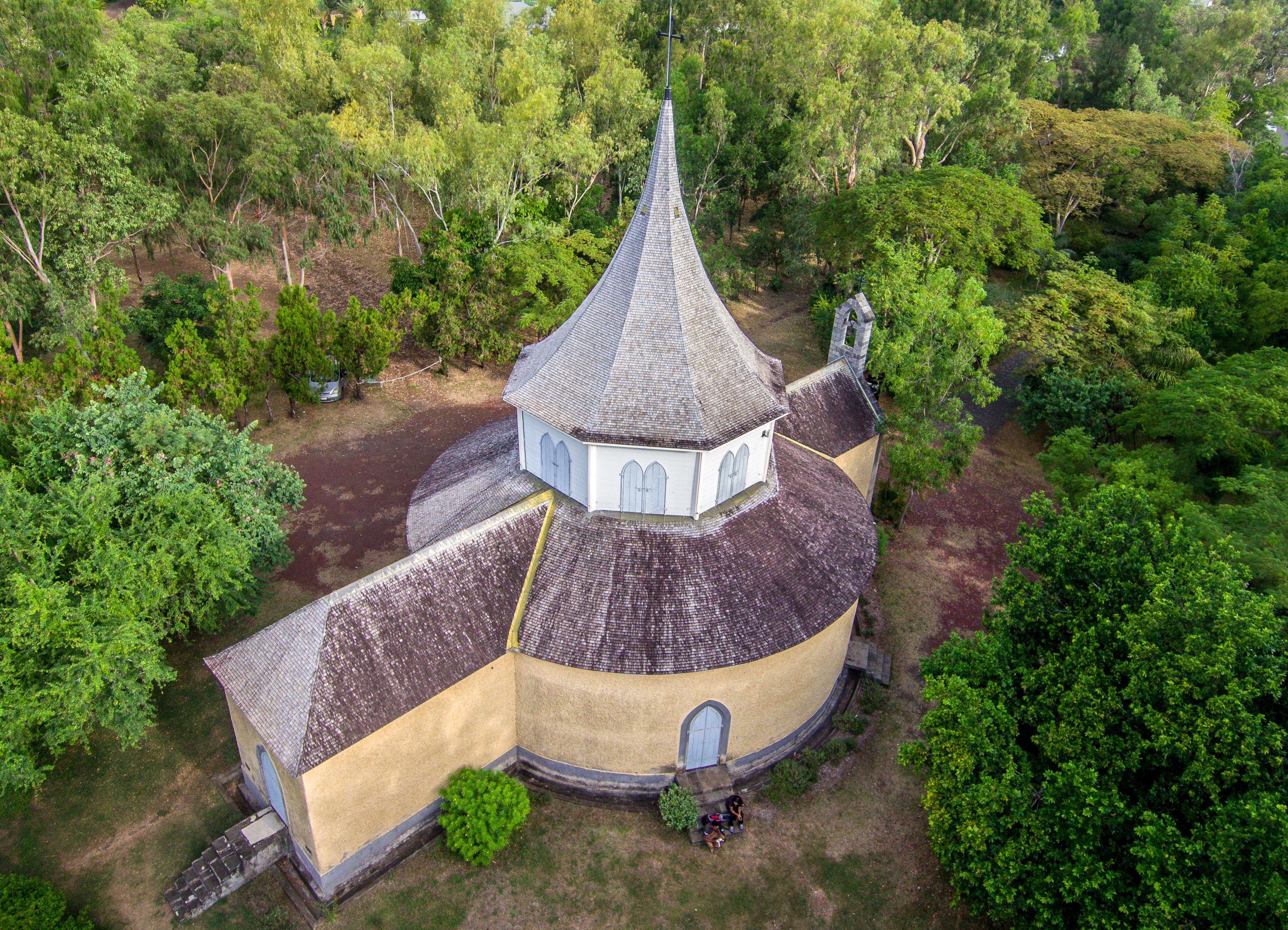
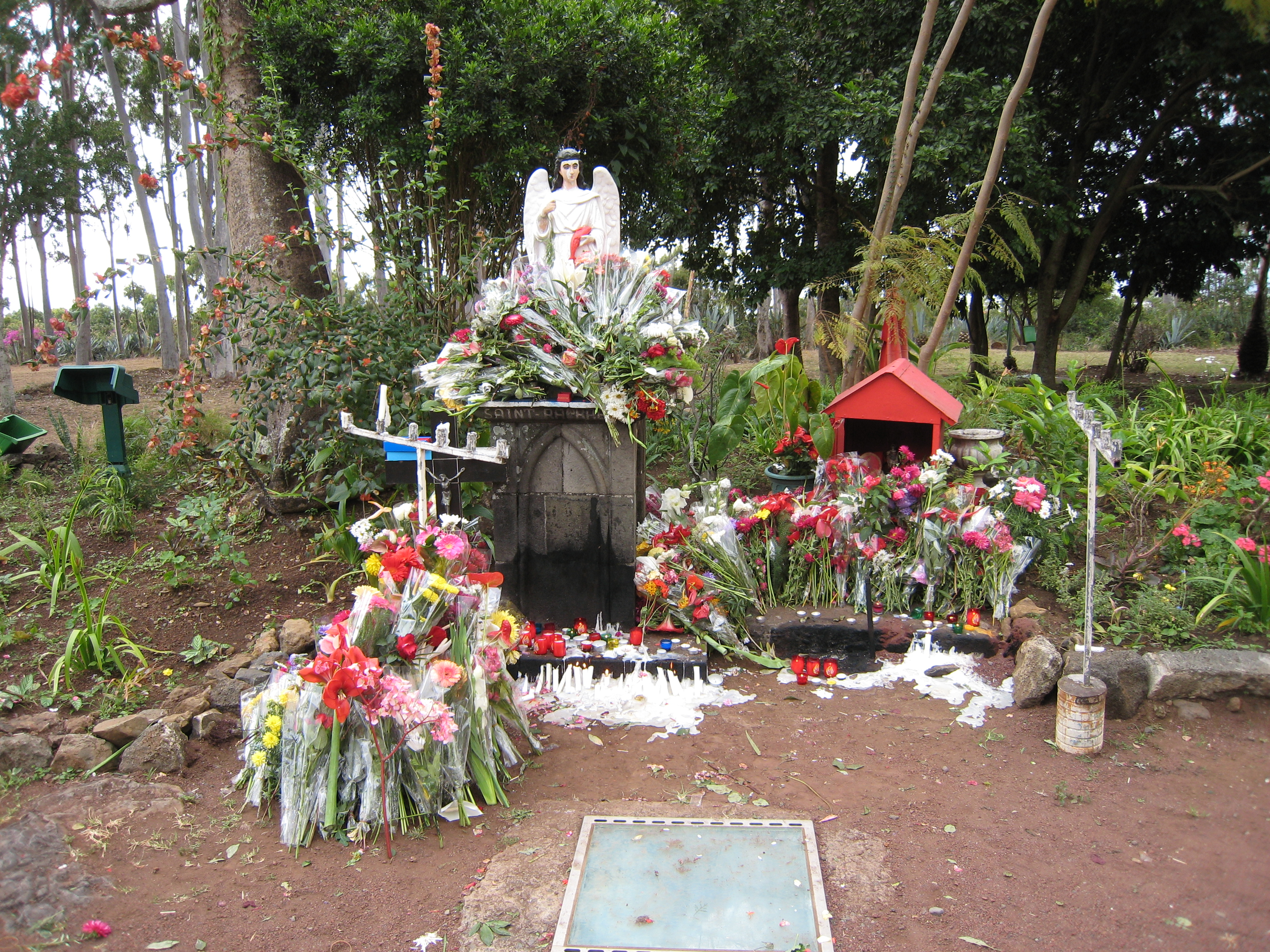

## Mémoire de l'esclavage

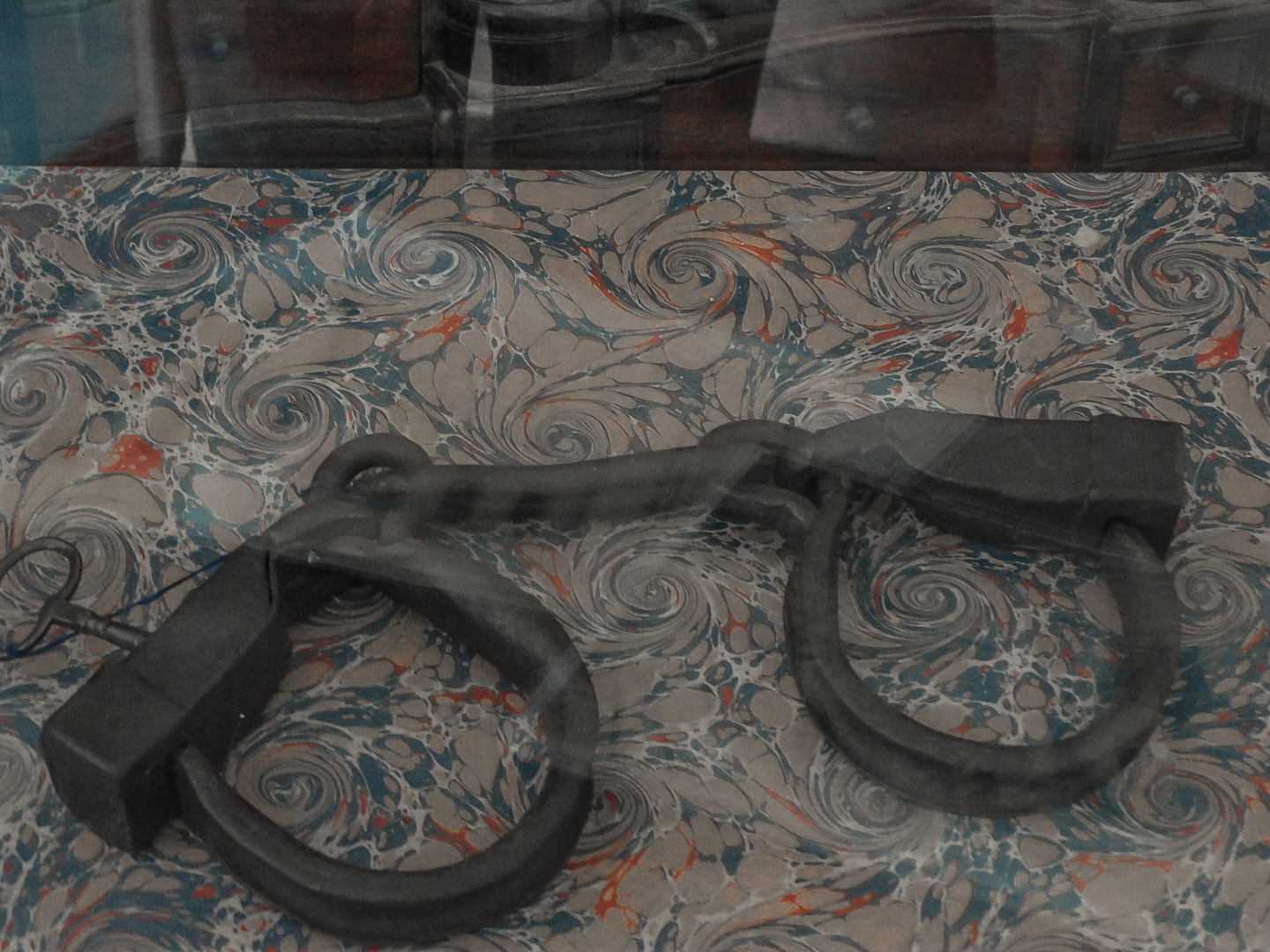
Menottes assignées à un esclave appartenant à la famille Desbassayns.

Dans l'ancien hôpital des esclaves, un mémorial est inauguré en 1996 pour honorer les esclaves de la plantation, cafres, malgaches, indiens et créoles.
Également, deux sculptures ont été installées dans le jardin :
- Bann marronér, réalisée en bronze par Nathalie Maillot et Nelson Boyer. Cette œuvre rend hommage aux esclaves marrons. En effet, les hauteurs de l’île sont connues pour être les terres de marronnage[15].
- Une sculpture en basalte de Madame Desbassayns, lisant le Code noir de 1723, réalisée en 2006 par Marco Ah-Kiem.

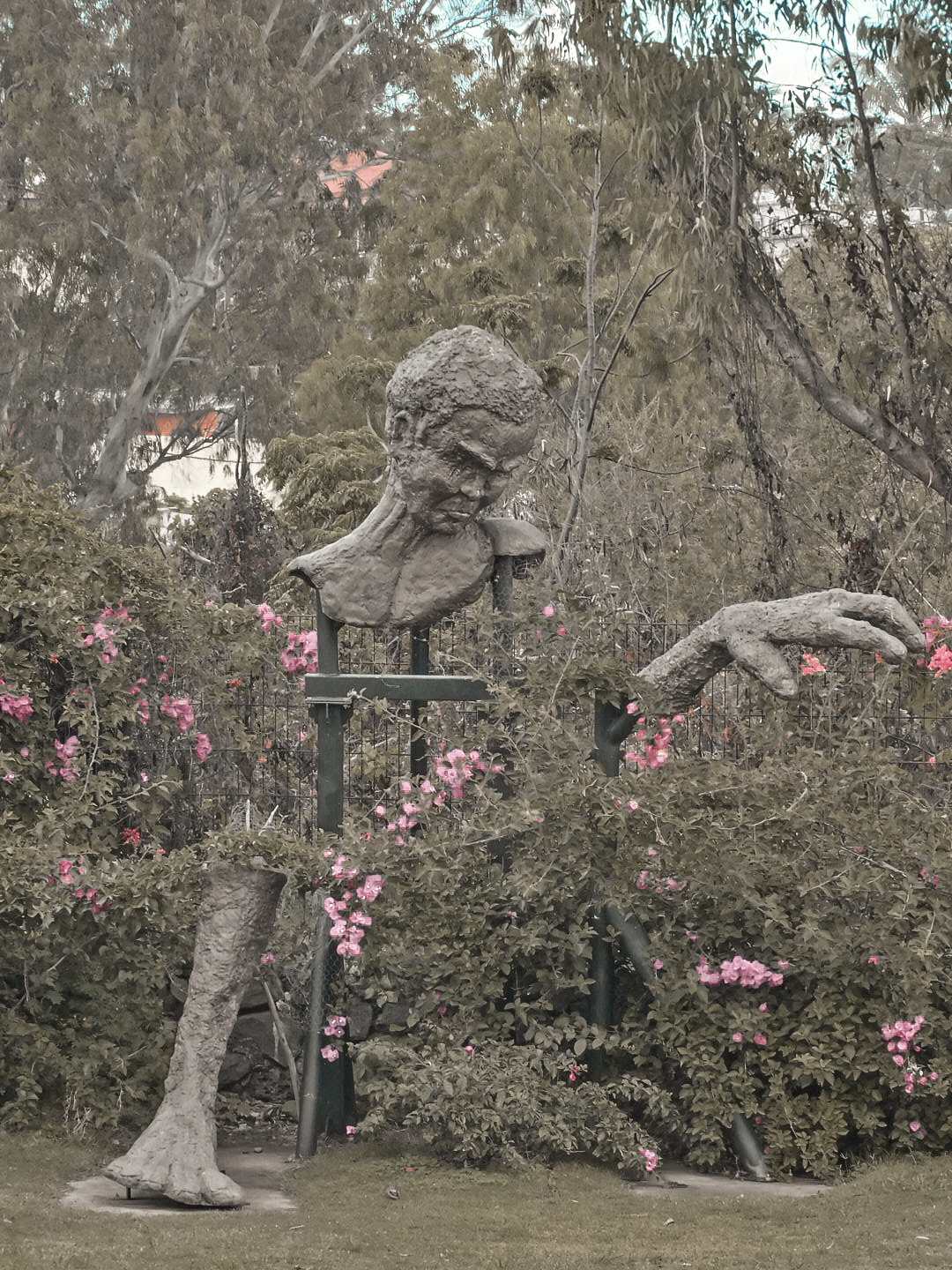
Sculpture Bann marronér, qui rend hommage au marronnage.
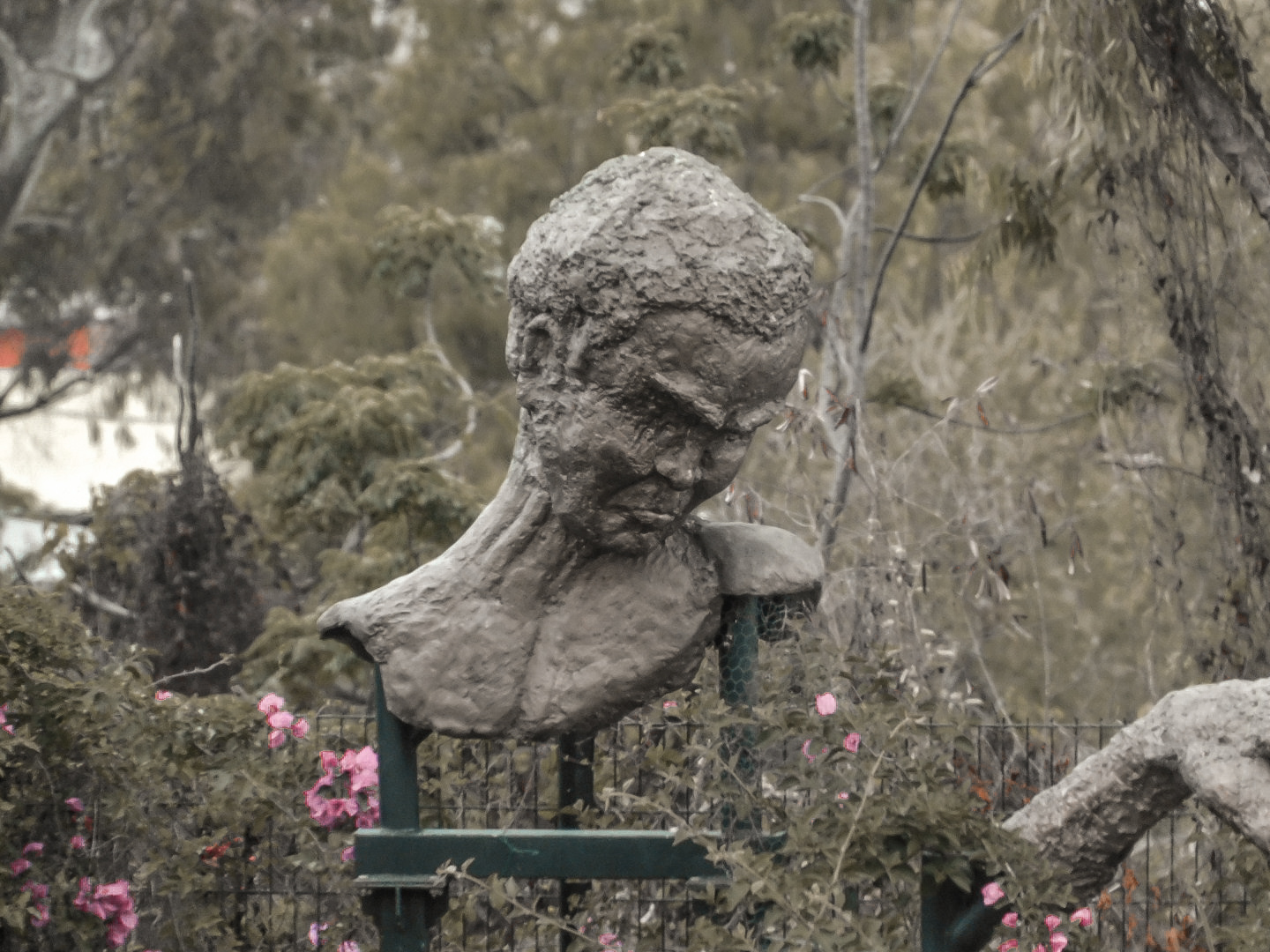
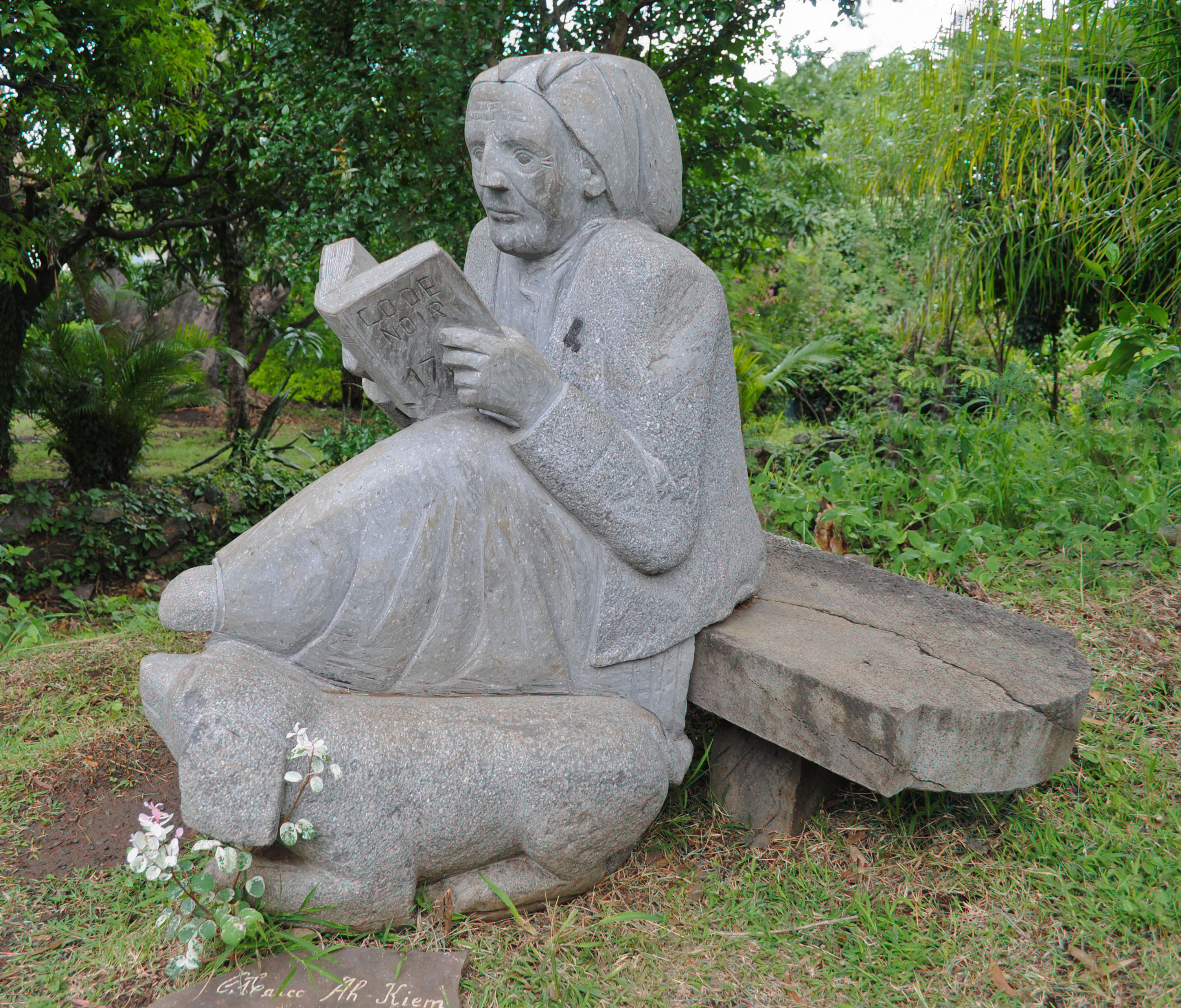
Sculpture de Madame Desbassayns lisant le Code noir de 1723.